# ایگور کلبانوف
 ایگور کلبانوف (روسی: И́горь Романович Клеба́нов؛ زاده ) یک فیزیک‌دان اهل ایالات متحده آمریکا است.